# Derris elegans
Derris elegans är en ärtväxtart som beskrevs av George Bentham. Derris elegans ingår i släktet Derris och familjen ärtväxter.

## Underarter
Arten delas in i följande underarter:
- D. e. elegans
- D. e. gracillima
- D. e. vestita